# Max Arduini
Max Arduini (Ravenna, 15 settembre 1972) è un cantautore italiano.
Comincia la carriera alla fine degli anni ‘80 tra Cattolica e Rimini ed è noto in Romagna per aver raccontato in musica le gesta del Passator Cortese.

## Biografia
Max Arduini è ravennate di nascita con una lunga gavetta nell'underground romagnolo a cui si ispirano i suoi testi di cronaca e gli argomenti di interesse sociale. Il suo stile viene avvicinato da alcuni critici a quello dello chansonnièr e il suo sound è in grado di cingere vari generi, dal blues al rock sino al folk, unendo la tradizione cantautorale italiana.
Ha partecipato più volte a Demo, l'Acchiappatalenti classificandosi 2º nell'edizione 2010/2011 con il brano ...Che proprio in Via D'Amelio dopo essersi esibito dal vivo negli studi di Saxa Rubra (Rai).

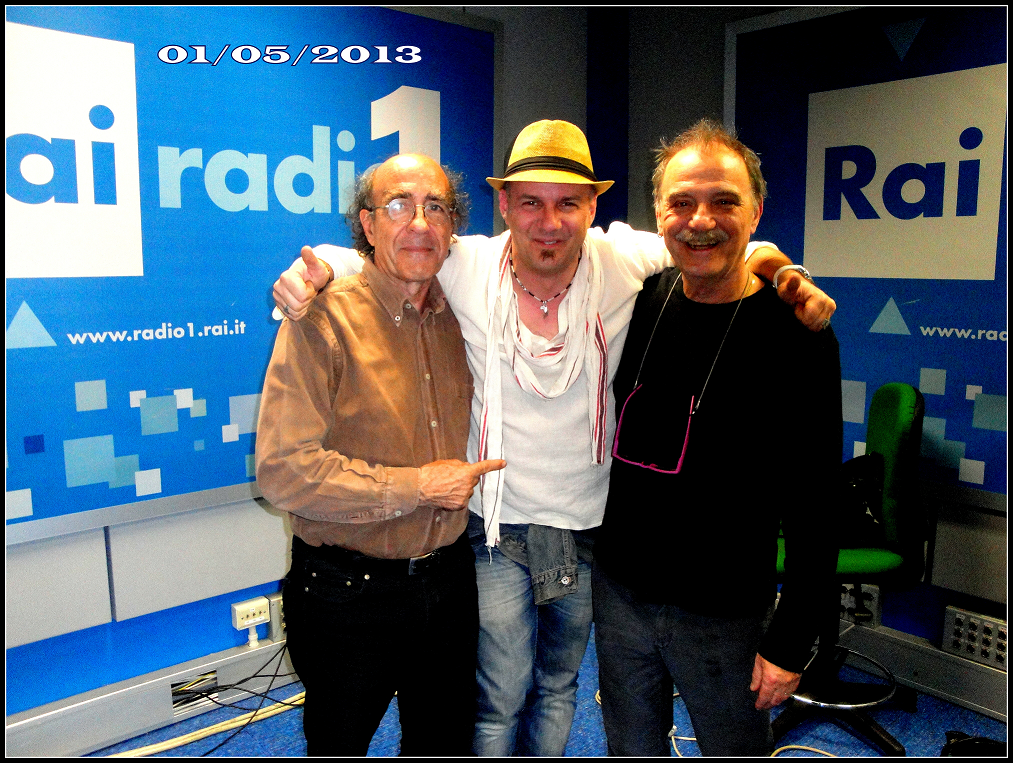
Max Arduini a Demo L'Acchiappatalenti

Nel marzo 2011 è tra gli artisti selezionati al Buskers Antimafia Festival nella Giornata nazionale della Musica contro la mafia indetta dall'associazione Libera di Don Ciotti con un brano dedicato a Paolo Borsellino ed alla sua scorta.
Colleziona negli anni una notevole attività concertistica che lo vede il 2 dicembre 2011 Opening act nel concerto di Gianmaria Testa al Naima Club di Forlì.
Dopo aver partecipato a vari concorsi nel 2012 si classifica secondo a Folkest nella selezione territoriale “Italia Centro Meridionale” facendosi notare nella programmazione estiva con un concerto tenutosi a Goricizza di Codroipo in provincia di Udine. Nello stesso anno è Premio Meeting delle etichette indipendenti vincendo con il brano La settima casa il Concorso regionale La musica libera, Libera la musica, promosso dall'Assessorato alla Cultura della Regione Emilia-Romagna e realizzato in collaborazione con Porretta Soul Festival, la Scuola di Musica Popolare di Forlimpopoli e il Festival La Musica nelle Aie.
È stato trasmesso da diverse radio nazionali quali Radio Rai, Isoradio, Radio 3i, Radio San Marino, Radio Koper Capodistria.
Max Arduini è stato distribuito da EGEA Distribution, già produttori di nomi quali: Peppe Servillo, Gianmaria Testa, Fabrizio Bosso, Roy Paci e tanti altri.
Il 20 febbraio 2014 si esibisce all'Edicola Fiore di Fiorello proponendo il brano sul Passatore La rivalona.
Nel giugno 2014 è stato pubblicato il quinto album in studio Patchwork Playing registrato a Roma in collaborazione con The BandHits, il gruppo che accompagna Max Arduini in concerto. La buona riuscita del brano Api sul tema dell'estinzione, convince il giornalista Renato Marengo a recensirlo su Classic Rock nel dicembre 2014.
Il 25 aprile 2015 Max Arduini si è esibito con il suo nuovo spettacolo Con Passo a Compasso al Teatro Titano di San Marino per raccogliere fondi destinati alla distrofia muscolare su iniziativa della Commissione Authority per le Pari Opportunità e la segreteria alla cultura della Repubblica di San Marino in collaborazione con San Marino RTV media partner della giornata dedicata alla disabilità e intitolata Insieme si può fare.
Il 21 giugno 2015 partecipa a Demo D'autore di Michael Pergolani, evento tenutosi nel parco del Ex Manicomio Santa Maria della Pietà nella prima edizione di Musica è salute manifestazione itinerante, organizzata da ASL Roma E con il patrocinio dell'Assessorato Cultura e Turismo di Roma Capitale per valorizzare il Parco di Santa Maria della Pietà come luogo della salute e del benessere.
Il 30 luglio 2015 si esibisce a San Marino con il suo spettacolo intitolato "Son proprio mille i motivi che ricordan Garibaldi" nell'ambito della manifestazione dedicata alle 12 ore di Garibaldi a San Marino "In fuga da Roma, salvo a San Marino" organizzata dalla Segreteria di Stato e dal Ministero della Cultura della Repubblica di San Marino e dal Comune di Ravenna.
il 14 febbraio 2016 in un'intervista a San Marino RTV annuncia la pubblicazione del nuovo album dal titolo ½ vivo ½ postumo. Il 6 aprile viene confermato anche sul sito della Regione Emilia Romagna. Tuttavia l'album verrà pubblicato ufficialmente il 9 giugno del 2017 con la supervisione di Renato Marengo e la produzione di Claudio Poggi storico produttore dell'album Terra mia di Pino Daniele su etichetta ClapoMusic e distribuzione Edel.
il 13 giugno 2019 annuncia tramite il suo ufficio stampa, l'imminente pubblicazione del nuovo album di inediti; decimo album in carriera, intitolato La scienza di stare in fila da cui viene selezionata la canzone Plano semifinalista al Premio Lunezia nel luglio 2019.
A dicembre 2019 presenta alla commissione del Festival di Sanremo 2020 la canzone Cieco cercai la luna di Troia  dedicata a Rino Gaetano, senza però essere selezionata.
Il 19 dicembre 2020 viene annunciato il nuovo album digitale Lockdown - I musicisti non sono essenziali. Il 21 dicembre viene reso disponibile il primo singolo estratto, Ezechiele 25:17, presentato alla commissione del Festival di Sanremo 2021, ma escluso. Il 27 maggio 2021 viene reso disponibile il nuovo singolo, Misteria Maîtresse.
Il 26 giugno 2021 annuncia tramite la sua pagina Facebook la tracklist ufficiale e pubblicazione  di un nuovo album digitale in acustico dal titolo Diapausa.
Il primo gennaio 2022 esce in contemporaneità con l'album dal vivo In zir par sunèe - Vol. 1 il singolo, Lettere a vapore, presentato alla commissione del Festival di Sanremo 2022. Nel luglio del  2022 viene annunciata la seconda raccolta dal vivo, In zir par sunèe - Vol. 2, in uscita il 18 settembre.
Il 6 dicembre 2022 viene rivelato tramite la pagina Facebook ufficiale  il front, il testo e il titolo del nuovo singolo Old Chests 80's (F.FWD) presentato ed escluso dal Festival di Sanremo 2023.
Il 26 giugno 2023 viene reso disponibile il singolo, Plot.

## Discografia

### Album
- 2002 - Vinile - Autoprodotto
- 2009 - Vinile Rarities - Limited Edition Autoprodotto (Ristampa)
- 2009 - Né comune né volgare - RadiciMusic Records/EGEA Music
- 2009 - Né comune né volgare + DVD Live in Roma - Rarities - Autoprodotto
- 2010 - L'arte del chiedere e dell'ottenere - RadiciMusic Records/EGEA Music
- 2017 - ½ vivo ½ postumo - ClapoMusic/Edel
- 2019 - La scienza di stare in fila - GDE/Bealive
- 2020 - Lockdown - I musicisti non sono essenziali - GDE Record
- 2021 - Diapausa - GDE Record
- 2022 - Max Arduini inCANTA il Passarore - GDE Record
- 2024 - Dat 1992 - GDE Record

### Raccolte
- 2011 - Cauto e acuto da Ravenna a Roma via Rimini - (CD Unplugged - contiene traccia video La settima casa+un inedito) RadiciMusic Records/EGEA Music[4][18][43]
- 2012 - Vivo in Praticantato - Best of 2002/2012 - RadiciMusic Records/EGEA Music[44][45]
- 2016 - Vinile Reborn - RadiciMusic Records/Goodfellas
- 2021 - Mondo Sublunare Remastered - GDE Record/Bealive
- 2025 - Max Arduini Hotel stanza 219 - GDE Record/Bealive

### Live
- 2016 - Refrain Puramente Casuale - Live at Corte bazàn Folkest 2012 - Special guest al mandolino Valdimiro Buzi - RadiciMusic Records/EGEA Music[46]
- 2022 - In zir par sunèe - Vol. 1 - gde records
- 2022 - In zir par sunèe - Vol. 2 - gde records

### Extended play
- 2014 - Patchwork Rarities - Limited Edition RadiciMusic Records

### Singoli
- 2008 - Gli anziani
- 2009 - Lucifero rem
- 2010 - La rivalona
- 2011 - La settima casa
- 2011 - Canto una thunderbird ferita
- 2011 - ...Che proprio in Via D'Amelio
- 2012 - La ballata della formica rossa
- 2013 - Sul col du galibier
- 2014 - Api
- 2016 - La bestia nel campo di note
- 2017 - Il varietà dei nani
- 2019 - Plano
- 2019 - Nina e Gaetà
- 2020 - Cieco cercai la luna di Troia
- 2020 - Ezechiele 25:17
- 2021 - Misteria Maîtresse
- 2021 - Lettere a vapore
- 2022 - La rivalona (Anniversary)
- 2022 - È Ravenna (Anniversary)
- 2022 - Lucifero Rem (Anniversary)
- 2023 - Old Chests 80's (F.FWD)
- 2023 - Plot
- 2024 - Tempo Lampo
- 2024 - Nebbia da bere
- 2024 - Cumuli e macerie
- 2025 - Gli abili Cric e Croc
- 2025 - Gli abili Cric e Croc (Mix Version)

### Videografia
- La settima casa - regia di Dario Viola
- Camera scura - regia di Dario Viola
- Il varietà dei nani - regia di Stefania Cocozza
- Un sordo mormorio - regia di Max Arduini
- Cieco cercai la luna di Troia - regia di Max Arduini
- Notte riminese (A Christian Rovelli) - regia di Max Arduini

### Altre pubblicazioni
- 2009 - Trent'anni di Radio - Latlantide con il brano Gli anziani[47]
- 2011 - RSD Compilation - RECORD STORE DAY - Meeting delle etichette indipendenti/Zimbalam con il brano La settima casa[48][49]
- 2011 - La musica libera - Meeting delle etichette indipendenti/Regione Emilia-Romagna con il brano La settima casa[50][51]
- 2012 - MEId in Italy - Meeting delle etichette indipendenti con il brano La ballata della formica rossa[52]

## Premi e Partecipazioni
- 2000 - 2º posto al 34º Festival del Gallo D'oro con il brano Nebbia da bere
- 2010 - 2º posto a Demo, l'Acchiappatalenti con il brano Che Proprio in Via D'Amelio
- 2010 - San Marino RTV Io sono il Passatore
- 2011 - Lato B (programma televisivo)[53][54]
- 2012 - 1º posto a La musica libera, libera la musica Regione Emilia-Romagna con il brano La settima casa[55]
- 2012 - Premio Meeting delle etichette indipendenti
- 2012 - vincitore Folkest 2012
- 2013 - 1º posto Menestrello d'oro premio Radio Manà Manà[56][57]
- 2013 - 1º posto Dare Voce CONTRO CONTEST[58][59][60]
- 2014 - Concerto pro Demo, l'Acchiappatalenti[61]
- 2015 - Giornata dedicata alla disabilità - San Marino - Media partner San Marino RTV[23]
- 2016 - 1º posto Premio Magnino - Agliana[62][63]
- 2017 - Premio Miglior Album D’Autore con ½ Vivo ½ Postumo[64][65][66]
- 2018 - A tambur battente show Ditutto.it[67][68][69][70]
- 2019 - Premio Lunezia semifinalista con il brano Plano[71][72]